# Pholcus cophenius
Pholcus cophenius là một loài nhện trong họ Pholcidae. Loài này được phát hiện ở Afghanistan.